# Henri de Boissieu
Conde Henri de Boissieu ( 1871 - 1912 ) fue un botánico francés . Fue estudiante de la Escuela de Estudios Avanzados de París.
Falleció durante una excursión botánica en el Ain.

## Algunas publicaciones
- 1896.  Contribution à la connaissance du littoral saharien
- 1897.  Les éricacées du Japon d'après les collections M. l'abbé Faurie
- 1898.  Les légumineuses du Japon d'après les collections de M. l'abbé Faurie
- 1899.  Les renonculacées du Japon d'après les collections parisiennes de M. l'abbè Faurie
- 1900.  Liste de localités et espéces nouvelles pour la flore du Japon
- 1900.  Un nouveau Staphylea du Japon, Staphylea Francheti sp. nova
- 1902.  La Rubanerie Stéphanoise. Ed. A. Storck et Cie. 58 pp.
- 1902.  Note sur quelques Ombellifères de Chine d'après les collections du Muséum d'histoire naturelle de Paris. Ed. Impr. Romet. 20 pp.
- 1903.  Les ombellifères de Corée d'après les collections de M. l'abbé [Urbain] Faurie. Ed. Impr. Romet. 12 pp.
- 1903.  Les ombellifères de Chine d'après les collections du Muséum d'histoire naturelle de Paris: Note complément[aire]. Ed. Impr. Romet. 40 pp.
- 1904.  Société d'économie politique de Lyon. Une Pépinière d'émigration vers les villes, rapport présenté à la Société, le 8 janvier 1904. Ed. Impr. de A. Bonnaviat. 53 pp.

## Honores

### Epónimos
- Rue Henri de Boissieu, Bourg-en-Bresse, Francia

- La abreviatura «H.Boissieu» se emplea para indicar a Henri de Boissieu como autoridad en la descripción y clasificación científica de los vegetales.[1]